# صحراء نازكا
مقاطعة نازكا (بالإسبانية : Provincia de Nazca) هي واحدة من خمس مقاطعات في منطقة ايكا، بيرو. عاصمتها هي مدينة نازكا.

## الجغرافيا
تغطي المحافظة 234،24 5 كم2. ويحدها من الشمال مقاطعة إيكا ومقاطعة بالبا، منطقة اياكوتشو شرقا،و منطقة اريكويبا جنوبا و المحيط الهادئ غربا.

## عدد السكان
بلغ عدد سكان المحافظة 816 55 نسمة في عام 2005.

## التقسيمات
وتنقسم محافظة نازكا إلى خمس مناطق :
- شانڨيلا
- الإنجينيو
- ماركونا
- نازكا
- فيستا ألجر